# Glaubwürdigkeitsintervall
In der Statistik ist ein Glaubwürdigkeitsintervall, auch Kredibilitätsintervall genannt, das bayessche Pendant zum Konfidenzintervall in der frequentistischen Statistik. Bayessche Intervallschätzer werden von der A-Posteriori-Verteilung abgeleitet. Um sie von den Konfidenzintervallen zu unterscheiden, die eine andere Interpretation haben, werden sie Glaubwürdigkeitsintervalle genannt. Das Glaubwürdigkeitsintervall besagt, dass der unbekannte Parameter {\displaystyle \vartheta } mit Wahrscheinlichkeit {\displaystyle \gamma } in diesem Intervall liegt.

Das Höchste-Dichte 90% Glaubwürdigkeitsinterval (nicht symmetrisch) basierend auf einer A-posteriori-Verteilung.

## Definition
Für ein fest vorgegebenes {\displaystyle \gamma \in (0,1)} ist ein {\displaystyle \gamma \cdot 100\,\%}-Glaubwürdigkeitsintervall für {\displaystyle \vartheta } zum Glaubwürdigkeitsniveau {\displaystyle \gamma } (auch: ein {\displaystyle \gamma }-Glaubwürdigkeitsintervall) durch zwei reelle Zahlen {\displaystyle t_{l}} und {\displaystyle t_{u}} definiert, welche
{\displaystyle \int _{t_{l}}^{t_{u}}f(\vartheta \mid x)\,\mathrm {d} \vartheta =\gamma }
erfüllen. Hierbei stellt {\displaystyle f(\vartheta \mid x)} die A-Posteriori-Verteilung dar. 
Der einfachste Weg zur Konstruktion eines Glaubwürdigkeitsintervall besteht darin, die Gewichte in den Rändern der A-Posteriori-Verteilung symmetrisch zu konstruieren: {\displaystyle t_{l}} als das {\displaystyle (1-\gamma )/2}-Quantil und {\displaystyle t_{u}} als das {\displaystyle (1+\gamma )/2}-Quantil der A-Posteriori-Verteilung. Um solche Glaubwürdigkeitsintervalle zu berechnen, muss man die Quantile der A-Posteriori-Verteilung berechnen.

## Interpretation
Da der unbekannte Parameter {\displaystyle \vartheta \mid x} eine Zufallsvariable ist, kann man sagen, dass {\displaystyle \vartheta \mid x} in einem {\displaystyle \gamma \cdot 100\,\%}-Glaubwürdigkeitsintervall mit Wahrscheinlichkeit {\displaystyle \gamma } liegt. Im Gegensatz zu dieser Interpretation besagt ein Konfidenzintervall, dass wenn man das Zufallsexperiment auf identische Art und Weise wiederholt, dann wird ein {\displaystyle \gamma \cdot 100\,\%}-Konfidenzintervall den unbekannten Parameter {\displaystyle \vartheta } in {\displaystyle \gamma \cdot 100\,\%} aller Fälle überdecken.